# Lomis hirta
Lomis hirta es un crustáceo anomurano parecido a un cangrejo del infraorden Brachyura que vive en la zona litoral del sur de Australia desde Bunbury, Australia Occidental, hasta el estrecho de Bass.
Es la única especie de la familia Lomisidae. Mide de 1,5 a 2,5 cm (0,6 a 1,0 pulgadas) de ancho, se mueve lentamente y está cubierto de pelo marrón que lo camufla contra las rocas en las que vive.
Existe cierta controversia sobre la relación entre L. hirta y las otras familias de anomuranos. Entre los candidatos a sus parientes más cercanos se encuentran los cangrejos ermitaños, concretamente cangrejos reales, y Aeglidae Está claro, sin embargo, que Lomis representa un caso distinto de carcinización.